# Synagogue Khabad
 (mai 2022).
Si vous disposez d'ouvrages ou d'articles de référence ou si vous connaissez des sites web de qualité traitant du thème abordé ici, merci de compléter l'article en donnant les références utiles à sa vérifiabilité et en les liant à la section « Notes et références ».
La synagogue Khabad  (ukrainien : синагога Хабад) est une synagogue en Ukraine.

## Historique
Elle se trouve rue du Théâtre ancienne rue Gorky. Construite en 1895, elle remplace une plus ancienne citée en 1855. La synagogue est brûlée par l'occupant en 1941 puis restaurée en 1947 avant d'être transformée en dortoir des ouvriers de l'usine Petrovski en 1952. Elle est rendue à la communauté juive en 1980 pour être rendue au culte en 1990. En 2005 elle est refondue dans sa partie interne et avec l'ajout d'un bâtiment.

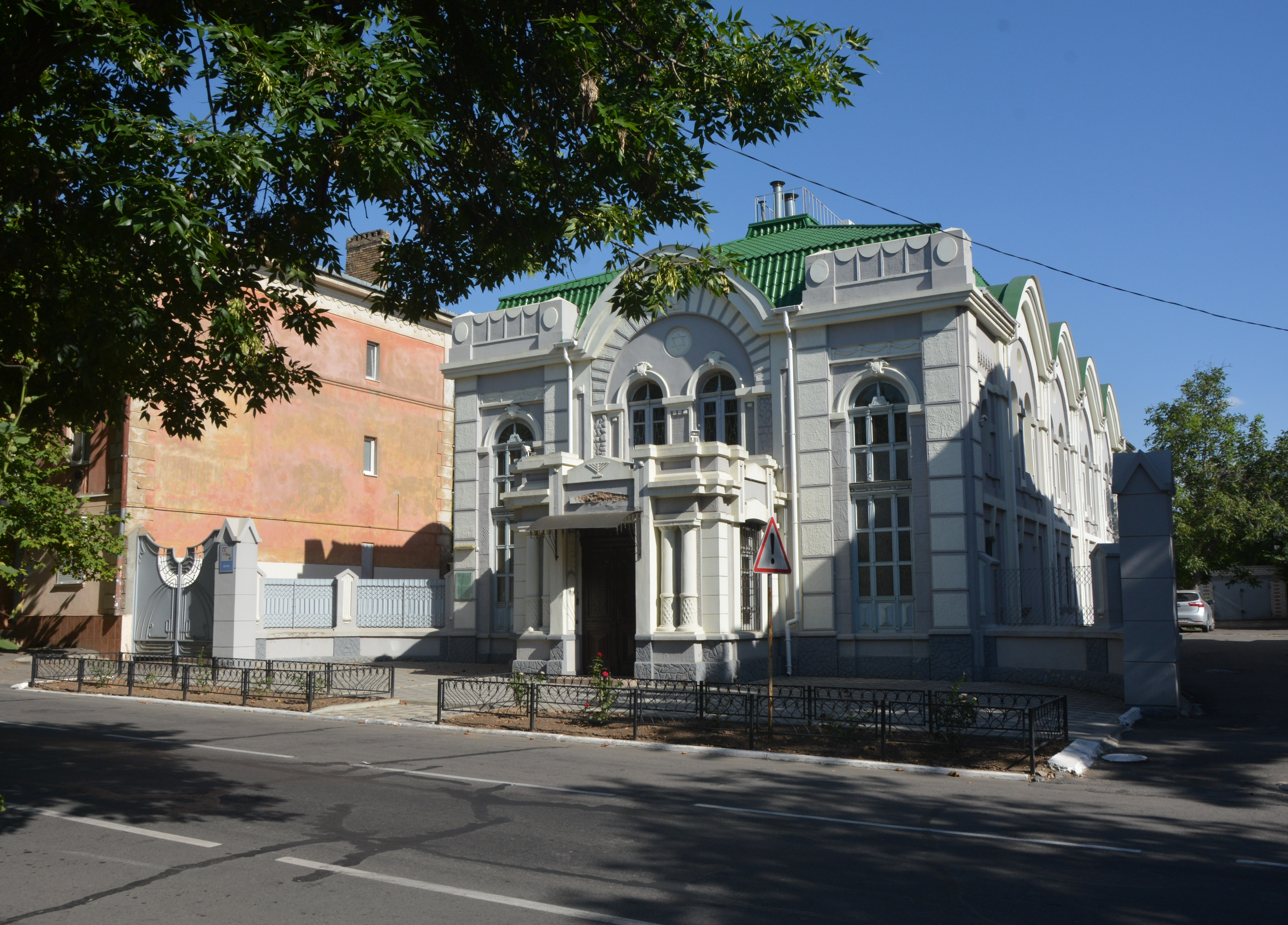
Façade.
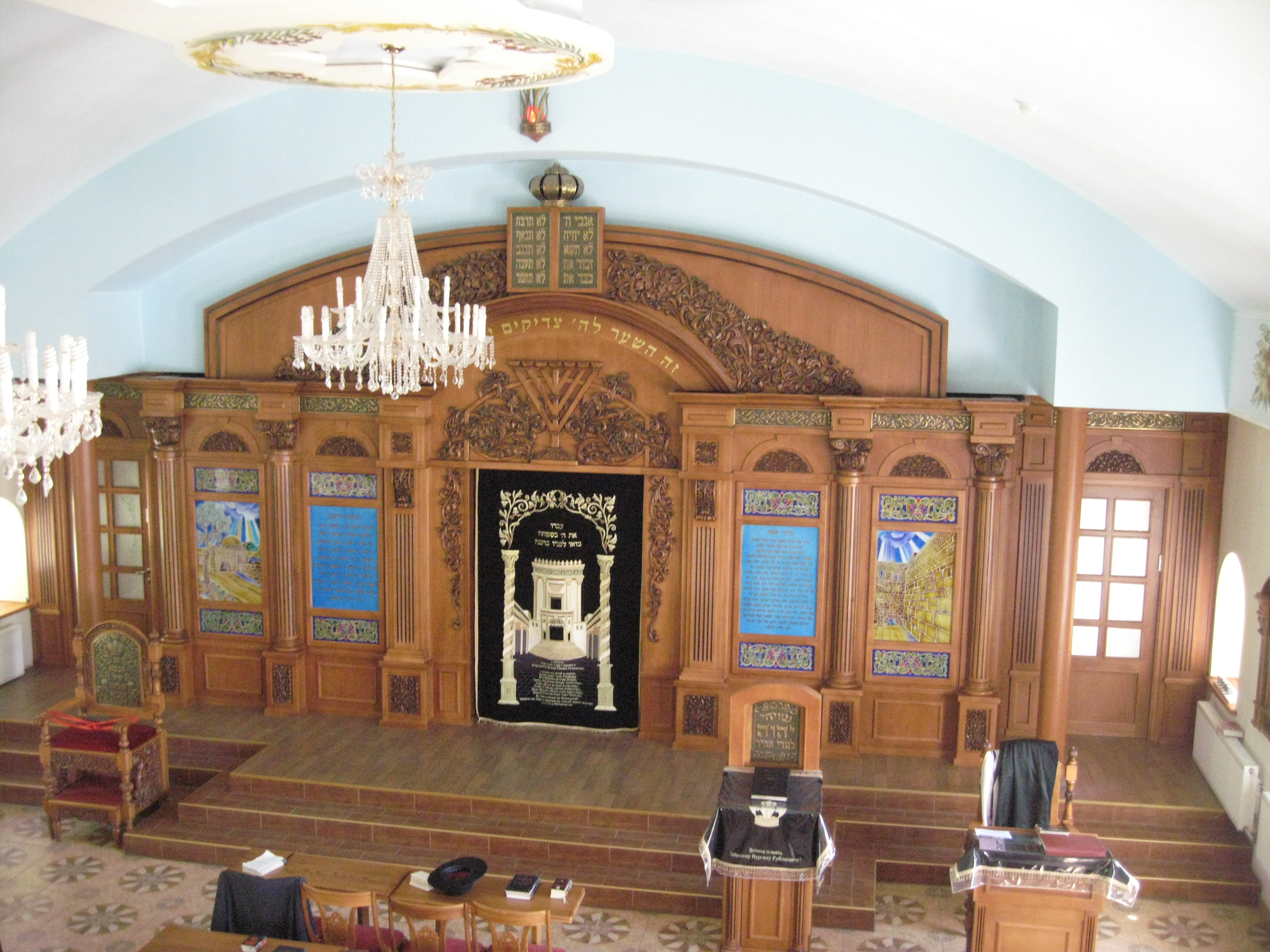
Intérieur
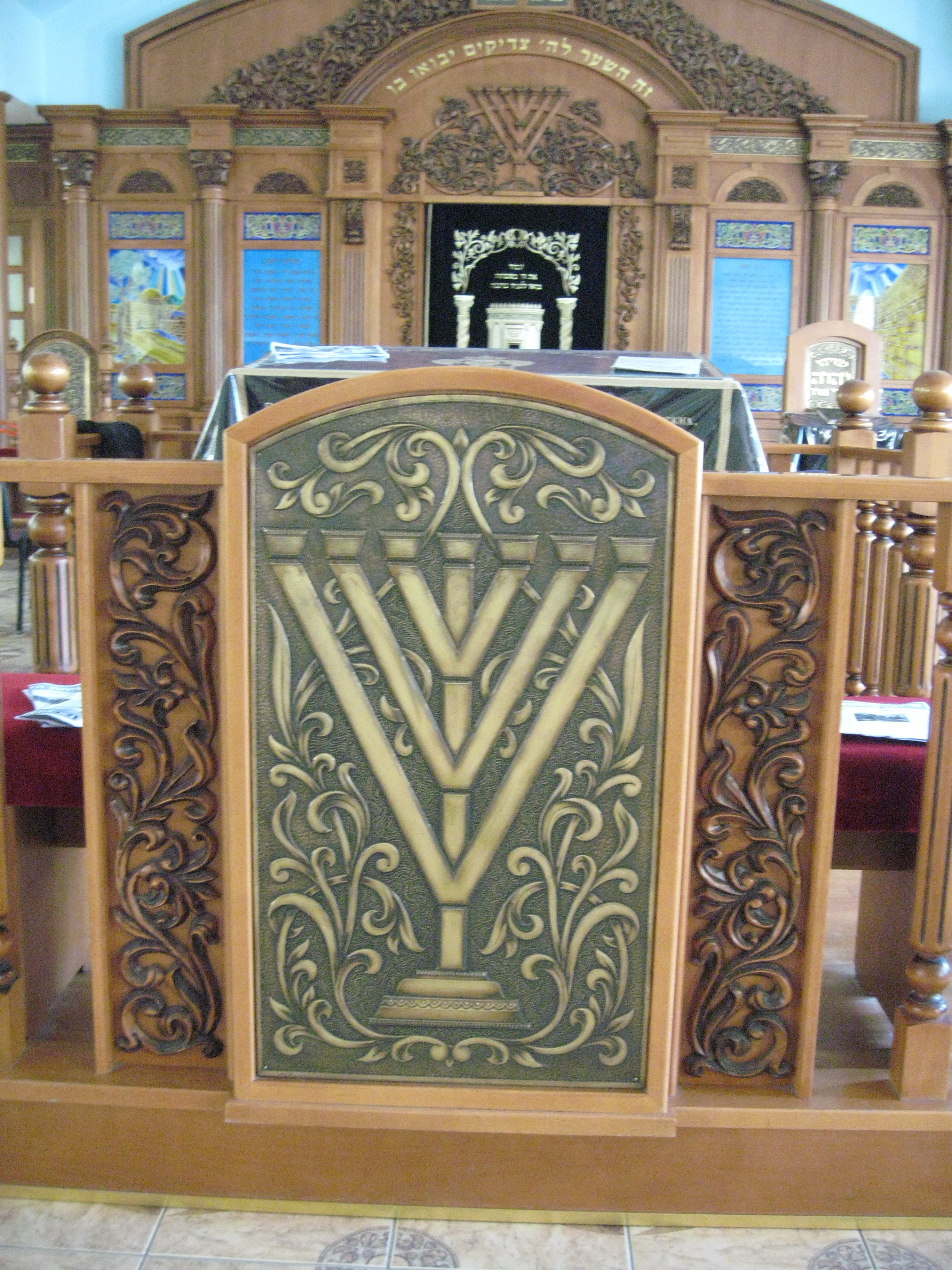